# Pervenstvo Futbol'noj Nacional'noj Ligi 2014-2015
La Pervenstvo Futbol'noj Nacional'noj Ligi 2014-2015, nota anche come PFN Ligi 2014-2015 fu la ventitreesima edizione della seconda serie del campionato russo di calcio. Vide la vittoria finale del Kryl'ja Sovetov Samara, che venne promosso in Prem'er-Liga assieme all'Anži. Capocannoniere del torneo fu Yannick Boli, calciatore dell'Anži, con 15 reti realizzate.

## Stagione

### Novità
Dalla PFN Ligi 2013-2014 vennero promossi in Prem'er-Liga il Mordovija, l'Arsenal Tula e le vincitrici dei play-off, Torpedo Mosca e Ufa; mentre vennero retrocessi in PPF Ligi l'Angušt Nazran' e il Neftechimik più l'Alanija Vladikavkaz e il Saljut Belgorod, ritiratisi dal campionato nel corso della sosta invernale. Dalla Prem'er-Liga vennero retrocessi il Volga Nižnij Novgorod e il Anži e le perdenti dei play-off, Tom' Tomsk e Kryl'ja Sovetov Samara; mentre dalla PPF Ligi vennero promossi il Tosno, il Sokol Saratov, il Volgar' Astrachan', il Tjumen' e il Sachalin, vincitori dei cinque gironi.
Prima dell'inizio della stagione lo Spartak-Nal'čik e il Rotor rinunciarono all'iscrizione per mancanza di copertura finanziaria e si iscrissero in Pervenstvo Professional'noj Futbol'noj Ligi. Di conseguenza, il numero di club partecipanti scese da 20 a 18.

### Formula
Le 18 squadre partecipanti si sono affrontate in un girone all'italiana con partite di andata e ritorno per un totale di 36 giornate: venivano assegnati tre punti per la vittoria, uno per il pareggio e zero per la sconfitta. Le prime due classificate venivano promosse direttamente in Prem'er-Liga, mentre la terza e la quarta affrontavano la tredicesima e la quattordicesima classificate in Prem'er-Liga in play-off promozione/retrocessione. Al fine di avere nuovamente 20 club nella stagione successiva, solamente le ultime tre classificate venivano retrocesse direttamente in Pervenstvo Professional'noj Futbol'noj Ligi.

## Squadre partecipanti
| Squadra                | Città            | Stadio                    | Stagione precedente                         |
| ---------------------- | ---------------- | ------------------------- | ------------------------------------------- |
| Anži                   | Machačkala       | Anži-Arena                | 16º posto in Prem'er Liga                   |
| Baltika                | Kaliningrad      | Stadio Baltika            | 9º posto in PFN Ligi                        |
| Chimik Dzeržinsk       | Dzeržinsk        | Chimik Stadium            | 16º posto in PFN Ligi                       |
| Dinamo San Pietroburgo | San Pietroburgo  | Stadio Petrovskij         | 14º posto in PFN Ligi                       |
| Enisej                 | Krasnojarsk      | Stadio Centrale           | 13º posto in PFN Ligi                       |
| Gazovik Orenburg       | Orenburg         | Gazovik Stadium           | 5º posto in PFN Ligi                        |
| Kryl'ja Sovetov Samara | Samara           | Stadio Metallurg (Samara) | 14º posto in Prem'er Liga                   |
| Luč-Ėnergija           | Vladivostok      | Stadio Dinamo             | 8º posto in PFN Ligi                        |
| Sachalin               | Južno-Sachalinsk | Stadio Spartak            | 1º posto nel girone est di PPF Ligi         |
| Sibir'                 | Novosibirsk      | Stadio Spartak            | 11º posto in PFN Ligi                       |
| Šinnik                 | Jaroslavl'       | Stadio Šinnik             | 6º posto in PFN Ligi                        |
| SKA-Ėnergija           | Chabarovsk       | Stadio Lenin              | 7º posto in PFN Ligi                        |
| Sokol Saratov          | Saratov          | Stadio Lokomotiv          | 1º posto nel girone centro di PPF Ligi      |
| Tjumen'                | Tjumen'          | Stadio Geolog             | 1º posto nel girone Volga-Urali di PPF Ligi |
| Tom' Tomsk             | Tomsk            | Stadio Trud               | 13º posto in Prem'er Liga                   |
| Tosno                  | Tosno            | Stadio Kirovets           | 1º posto nel girone ovest di PPF Ligi       |
| Volga Nižnij Novgorod  | Nižnij Novgorod  | Stadio Lokomotiv          | 15º posto in Prem'er Liga                   |
| Volgar' Astrachan'     | Astrachan'       | Stadio Centrale           | 1º posto nel girone sud di PPF Ligi         |

## Classifica finale
|  | Pos. | Squadra                | Pt | G  | V  | N  | P  | GF | GS | DR  |
|  | ---- | ---------------------- | -- | -- | -- | -- | -- | -- | -- | --- |
|  | 1.   | Kryl'ja Sovetov Samara | 73 | 34 | 22 | 7  | 5  | 53 | 19 | +34 |
|  | 2.   | Anži                   | 71 | 34 | 22 | 5  | 7  | 60 | 22 | +38 |
|  | 3.   | Tosno                  | 65 | 34 | 20 | 5  | 9  | 50 | 36 | +14 |
|  | 4.   | Tom' Tomsk             | 64 | 34 | 18 | 10 | 6  | 57 | 34 | +23 |
|  | 5.   | Gazovik Orenburg       | 58 | 34 | 15 | 13 | 6  | 52 | 31 | +21 |
|  | 6.   | Šinnik                 | 53 | 34 | 12 | 17 | 5  | 43 | 33 | +10 |
|  | 7.   | Volgar' Astrachan'     | 52 | 34 | 13 | 13 | 8  | 48 | 39 | 0   |
|  | 8.   | Tjumen'                | 42 | 34 | 11 | 9  | 14 | 41 | 38 | +3  |
|  | 9.   | Enisej                 | 42 | 34 | 11 | 9  | 14 | 39 | 41 | -2  |
|  | 10.  | Luč-Ėnergija           | 42 | 34 | 11 | 9  | 14 | 40 | 46 | -6  |
|  | 11.  | Sibir'                 | 42 | 34 | 11 | 9  | 14 | 35 | 46 | -11 |
|  | 12.  | Sokol Saratov          | 41 | 34 | 10 | 11 | 13 | 38 | 41 | -3  |
|  | 13.  | Volga Nižnij Novgorod  | 40 | 34 | 12 | 4  | 18 | 44 | 57 | -13 |
|  | 14.  | Baltika                | 37 | 34 | 8  | 13 | 13 | 25 | 37 | -12 |
|  | 15.  | SKA-Ėnergija           | 37 | 34 | 8  | 13 | 13 | 32 | 46 | -14 |
|  | 16.  | Sachalin               | 35 | 34 | 9  | 8  | 17 | 28 | 50 | -22 |
|  | 17.  | Chimik Dzeržinsk       | 27 | 34 | 7  | 6  | 21 | 35 | 59 | -24 |
|  | 18.  | Dinamo San Pietroburgo | 13 | 34 | 2  | 7  | 25 | 18 | 63 | -45 |

Legenda:
      Promossa in Prem'er-Liga 2015-2016.
 Ammessa agli spareggi promozione/retrocessione.
      Retrocessa in Pervenstvo Professional'noj Futbol'noj Ligi 2015-2016.
Note:
Tre punti a vittoria, uno a pareggio, zero a sconfitta.

## Risultati

### Tabellone
|                       | Kry  | Anž  | Tos  | Tom  | GaO  | Šin  | VoA  | Eni  | Tju  | Luč  | Sib  | Sok  | Vol  | SKĖ  | Bal  | Sac  | Chi  | DSP  |
| --------------------- | ---- | ---- | ---- | ---- | ---- | ---- | ---- | ---- | ---- | ---- | ---- | ---- | ---- | ---- | ---- | ---- | ---- | ---- |
| Kryl'ja Sovetov       | ---- | 1-0  | 0-2  | 2-1  | 1-0  | 1-1  | 1-1  | 1-0  | 2-1  | 2-1  | 2-2  | 2-1  | 1-0  | 1-0  | 2-0  | 5-3  | 0-0  | 1-1  |
| Anži                  | 2-1  | ---- | 1-0  | 6-0  | 2-1  | 1-1  | 2-0  | 5-1  | 3-1  | 1-3  | 2-0  | 3-0  | 2-0  | 1-1  | 0-0  | 1-0  | 2-0  | 5-1  |
| Tosno                 | 1-0  | 1-0  | ---- | 0-1  | 0-2  | 0-0  | 2-4  | 3-1  | 1-0  | 2-0  | 2-1  | 2-1  | 1-0  | 2-0  | 1-0  | 1-0  | 3-1  | 2-1  |
| Tom' Tomsk            | 1-0  | 1-0  | 2-2  | ---- | 0-2  | 4-0  | 2-2  | 0-2  | 1-0  | 1-1  | 3-1  | 2-1  | 1-1  | 1-0  | 0-1  | 2-2  | 3-0  | 5-1  |
| Gazovik Orenburg      | 0-1  | 1-0  | 2-2  | 1-1  | ---- | 1-1  | 3-2  | 1-1  | 2-1  | 1-1  | 0-2  | 1-1  | 5-0  | 1-1  | 1-0  | 0-0  | 2-0  | 2-1  |
| Šinnik                | 0-0  | 0-1  | 2-0  | 0-0  | 0-1  | ---- | 1-1  | 1-1  | 2-0  | 1-0  | 1-1  | 2-2  | 1-1  | 2-0  | 2-1  | 1-1  | 2-1  | 2-1  |
| Volgar' Astrachan'    | 0-0  | 0-3  | 0-0  | 1-3  | 2-1  | 1-1  | ---- | 0-0  | 2-2  | 2-0  | 2-1  | 1-1  | 1-0  | 4-0  | 1-1  | 2-1  | 2-2  | 3-0  |
| Enisej                | 0-1  | 1-0  | 1-2  | 0-3  | 1-1  | 2-1  | 2-3  | ---- | 1-1  | 4-1  | 2-0  | 1-2  | 1-0  | 0-0  | 0-1  | 3-1  | 3-1  | 3-1  |
| Tjumen'               | 0-1  | 0-1  | 2-1  | 1-2  | 1-4  | 0-0  | 0-1  | 2-0  | ---- | 4-1  | 0-1  | 1-0  | 2-1  | 2-0  | 3-0  | 5-1  | 3-1  | 0-0  |
| Sibir'                | 0-2  | 0-2  | 2-1  | 1-1  | 2-1  | 3-1  | 1-0  | 0-0  | 1-0  | ---- | 1-0  | 0-2  | 4-3  | 2-2  | 2-0  | 1-3  | 1-1  | 0-0  |
| Luč-Ėnergija          | 0-5  | 1-2  | 4-1  | 0-0  | 2-2  | 1-2  | 2-1  | 0-1  | 1-1  | 2-1  | ---- | 0-1  | 1-3  | 1-1  | 1-1  | 1-1  | 1-0  | 2-0  |
| Sokol Saratov         | 0-1  | 2-0  | 1-2  | 1-1  | 2-2  | 1-4  | 1-0  | 0-0  | 2-1  | 0-2  | 1-2  | ---- | 1-0  | 2-2  | 1-1  | 1-0  | 1-2  | 1-1  |
| Volga Nižnij Novgorod | 0-4  | 1-3  | 3-1  | 0-5  | 0-1  | 1-5  | 0-2  | 3-2  | 1-2  | 2-0  | 2-1  | 2-1  | ---- | 6-0  | 0-0  | 3-0  | 2-1  | 0-0  |
| SKA-Ėnergija          | 1-0  | 1-1  | 1-2  | 2-3  | 1-3  | 2-2  | 1-0  | 3-1  | 1-1  | 0-0  | 0-0  | 0-0  | 2-1  | ---- | 2-0  | 0-1  | 2-1  | 3-1  |
| Baltika               | 0-2  | 2-3  | 0-2  | 1-2  | 2-2  | 1-1  | 0-0  | 1-1  | 1-1  | 1-0  | 1-2  | 1-1  | 2-1  | 1-1  | ---- | 1-0  | 1-0  | 1-0  |
| Sachalin              | 0-3  | 0-3  | 0-3  | 0-4  | 0-0  | 0-1  | 2-2  | 1-0  | 0-0  | 0-1  | 2-1  | 1-0  | 2-3  | 1-0  | 0-0  | ---- | 0-1  | 2-0  |
| Chimik Dzeržinsk      | 0-3  | 0-0  | 2-2  | 2-0  | 0-3  | 1-2  | 2-3  | 1-3  | 2-2  | 2-0  | 2-3  | 1-3  | 2-3  | 1-0  | 2-0  | 1-2  | ---- | 2-1  |
| Dinamo S. Pietroburgo | 0-4  | 0-2  | 1-3  | 0-1  | 0-2  | 1-1  | 1-2  | 1-0  | 0-1  | 2-2  | 0-2  | 0-3  | 0-1  | 1-2  | 0-2  | 0-1  | 1-0  | ---- |

## Spareggi promozione-retrocessione
|            | Risultati |            | Luogo e data                  |
| ---------- | --------- | ---------- | ----------------------------- |
| Tom' Tomsk | 0 - 1     | Ural       | Tomsk, 3 giugno 2015          |
| Ural       | 0 - 0     | Tom' Tomsk | Tjumen', 7 giugno 2015        |
|            |           |            |                               |
| Tosno      | 0 - 1     | Rostov     | Tichvin, 3 giugno 2015        |
| Rostov     | 4 - 1     | Tosno      | Rostov sul Don, 7 giugno 2015 |
|            |           |            |                               |

## Statistiche

### Classifica marcatori
| Gol |  |  | Giocatore           | Squadra                |
| --- |  |  | ------------------- | ---------------------- |
| 15  |  |  | Yannick Boli        | Anži                   |
| 14  |  |  | Igor Koronov        | Gazovik Orenburg       |
| 12  |  |  | Adis Jahović        | Kryl'ja Sovetov Samara |
| 12  |  |  | Stanislav Prokof'ev | Luč-Ėnergija, Tosno    |
| 12  |  |  | Artur Sarkisov      | Volga Nižnij Novgorod  |